# 大宁水库
大宁水库位于北京市丰台区与房山区交界处，永定河大堤内、行洪河道西侧，曾为永定河滞洪水库，在南水北调中线工程中改为进入北京前的调蓄水库。大宁水库最初于1958年3月开工、1959年5月竣工，库容330万立方米，当时是永定河支流小清河的水库。1985年至1987年，随卢沟桥分洪枢纽建设，大宁水库扩建为永定河滞洪水库，总库容3600万立方米。2000年至2002年建设永定河滞洪水库工程，在大宁水库下游又新建了稻田水库和马厂水库，三座水库依次通过泄洪闸相连。
作为南水北调中线工程北京端的调蓄工程之一，大宁水库进行了改造。为了防止来水外渗，在水库四周修建了混凝土防渗墙，而库底20米深有不渗水的岩石层，防渗墙与岩石层相连以保证水不渗出水库。除此以外，还新增了泵站和退水暗涵等设施。改造后总库容4611万立方米，调蓄库容3753万立方米，紧急情况下可供应郭公庄水厂、黄村水厂，保证北京市南部地区一个月的供水。大宁调蓄水库工程2009年4月开工，主体工程2014年完工。